# همانندسازی کوانتومی
همانندسازی کوانتمی یا تکثیر کوانتمی (به انگلیسی: Quantum replication) در رایانش کوانتمی و نظریهٔ اطلاعات کوانتمی، موضوع پژوهشی ای در مورد امکان تکثیر (کپی کردن یا همانند سازی) تقریبی اطلاعات کوانتمی و مطالعهٔ محددیت‌های آن است.در محاسبات کوانتمی، ماشین تکثیر کوانتمی یا دستگاه تکثیر کوانتمی، دستگاه (ماشین) یا مدار کوانتمی‌ای است که برای تکثیر تقریبی اطلاعات کوانتمی بکار برود.
طبق قضیه تکثیر ناپذیری (به انگلیسی: no cloning) در حالت کلی امکان تکثیر و همانندسازی دقیق و بی نقص اطلاعات کوانتمی یک کیوبیت وجود ندارد.
این عدم امکان، یک نتیجهٔ مستقیم از اصل عدم قطعیت هایزنبرگ است. تکثیر ناپذیری کوانتمی را ووتِرز و زورِک در ۱۹۸۲ (و نیز افراد دیگری) مطرح کردند.
اما در حالتی که کپی کامل و دقیق مد نظر نباشد، با چشم پوشی از مقداری عدم فیدلیتی (پایبندی)، انجام یک کپی فقط به صورت تقریبی میسر است. به این معنا که با یک عملگر کوانتمی، یک کیوبیت (یا حالت کوانتمی) وارده به دو کیوبیت که تقریباً شبیه هستند تبدیل می‌شود که هردو تا حدی به کیوبیت اولی نزدیک و شبیه هستند. اما مسئله، میزان تقریب و دقت حاصل است. معیار این تقریب، معمولاً کمیتی بنام فیدلیتی (پایبندی یا کیفیت؛ fidelity) است. معیارهای دیگری هم برای کمی‌سازی میزان این تقریب و نزدیکی وجود دارند. در حالات محدود شده‌ای، می‌توان تقریبی بهتر نسبت به کپی در حالت کلی انجام داد (مبحث تکثیر جامع را در زیر ببینید).
مبحث تکثیر کوانتمی به این سؤال می‌پردازد که با این حال (یعنی با توجه به این اصل عدم امکان کپی کردن بی نقص)، این تکثیر تا چه حد و با چه تقریبی امکان دارد. به امکان‌ها و محدودیت‌ها در این زمینه می‌پردازد؛ مثلاً اینکه مقدار پایبندی، تقریب کپی‌های خاصل به کیوبیت اصلی تا چه حد می‌تواند خوب باشد. یا اینکه بین دو کیوبیت چه مقدار درهم تنیدگی ایجاد می‌شود.

## علت ناممکن بودن تکثیر کامل
علت تکثیر ناپذیری کوانتمی حالت‌های کوانتمی، با برهان خلف می‌تواند نشان داده شود: چنانچه یک کیوبیت را می‌شد دقیقاً کپی کرد، کیوبیتهای وفادار حاصل را نیز می‌توان کپی کرد، و تعداد این کپی‌ها را می‌توان به تعداد دلخواه زیاد کرد که همهٔ آنها با کیوبیت نخستین، پایبندی کامل داشته باشند. پس با این رویه، امکان خواهد داشت که تعداد دلخواهی از کپی‌های دقیق حالت کوانتمی اولیه فراهم کرد و عمل‌های اندازه‌گیری به تعداد دلخواه را روی آن‌ها اجرا کرد. با امکان تکرار اندازه‌گیری این کیوبیت‌هایی که کپی کامل و بی نقصی از کیوبیت نخستین هستند، می‌توان به دلخواه حالت کوانتمی مورد نظر را (توسط یک رویه اندازه‌گیری) شناسایی کرد. با تکرار این کار بینهایت بار، در حالت حدی، باید بتوان حالت کوانتمی را با با این ابر اندازه‌گیری، با دقت بینهایت اندازه‌گیری کرد. که با اصل عدم قطعیت در تناقض است. پس در صورت فرض چنین امکانی، اصل عدم قطعیت هایزنبرگ به هم می‌خورد. طبق برهان خلف، پس تکثیر بی‌نقص یک حالت کوانتمی امکان‌پذیر نیست.

## فرمول بندی
فرمول بندی ماشین کپی (دستگاه تکثیر کننده یا همانند ساز کوانتمی) به صورت یک اپراتور ({\displaystyle U}) است که یک کیوبیت {\displaystyle |\phi \rangle } داده شده را به دو کیوبیت {\displaystyle |\phi \rangle \otimes |\phi \rangle } تبدیل می‌کند. برای این منظور یک کیوبیت خالی {\displaystyle |e\rangle } به عنوان یک جایگاه برای کپی کردن کیوبیت داده شده، لازم است:
{\displaystyle U\left({\Big |}\phi \rangle _{A}\otimes |e\rangle _{B}|Q\rangle _{x}\right)\rightarrow |\phi _{1}\rangle _{A}\otimes |\phi _{2}\rangle _{B}|Q'\rangle _{x}.}

## ماشین تکثیر جامع
معیار کیفیت تکثیر را با کمیتی موسوم به فیدلیتی (پایبندی، کیفیت، تقریب) مشخص می‌کنیم.
یک ماشین تکثیر کوانتمی، جامع (یونیورسال) است وقتی پایبندی و تقریب بین هریک از دو کیوبیت حاصله با کیوبیت (حالت) ورودی، به محتوای کیوبیت (حالت) ورودی بستگی نداشته باشد: یعنی این پایبندی (فیدلیتی) همواره مقدار ثابتی باشد: یعنی کیفیت همانندسازی، به نفع بعضی حالات، بهتر نباشد. همهٔ حالات مختلف را بتواند بدون تبعیض به خوبی هم کپی کند. اولین صورت بندی ماشین تکثیر جامع را هیلِری و بوژِک در سال ۱۹۹۶ ارائه کردند که برای تکثیر از یک حالت به دو کپی از آن حالت بود.